# Dingle, Liverpool

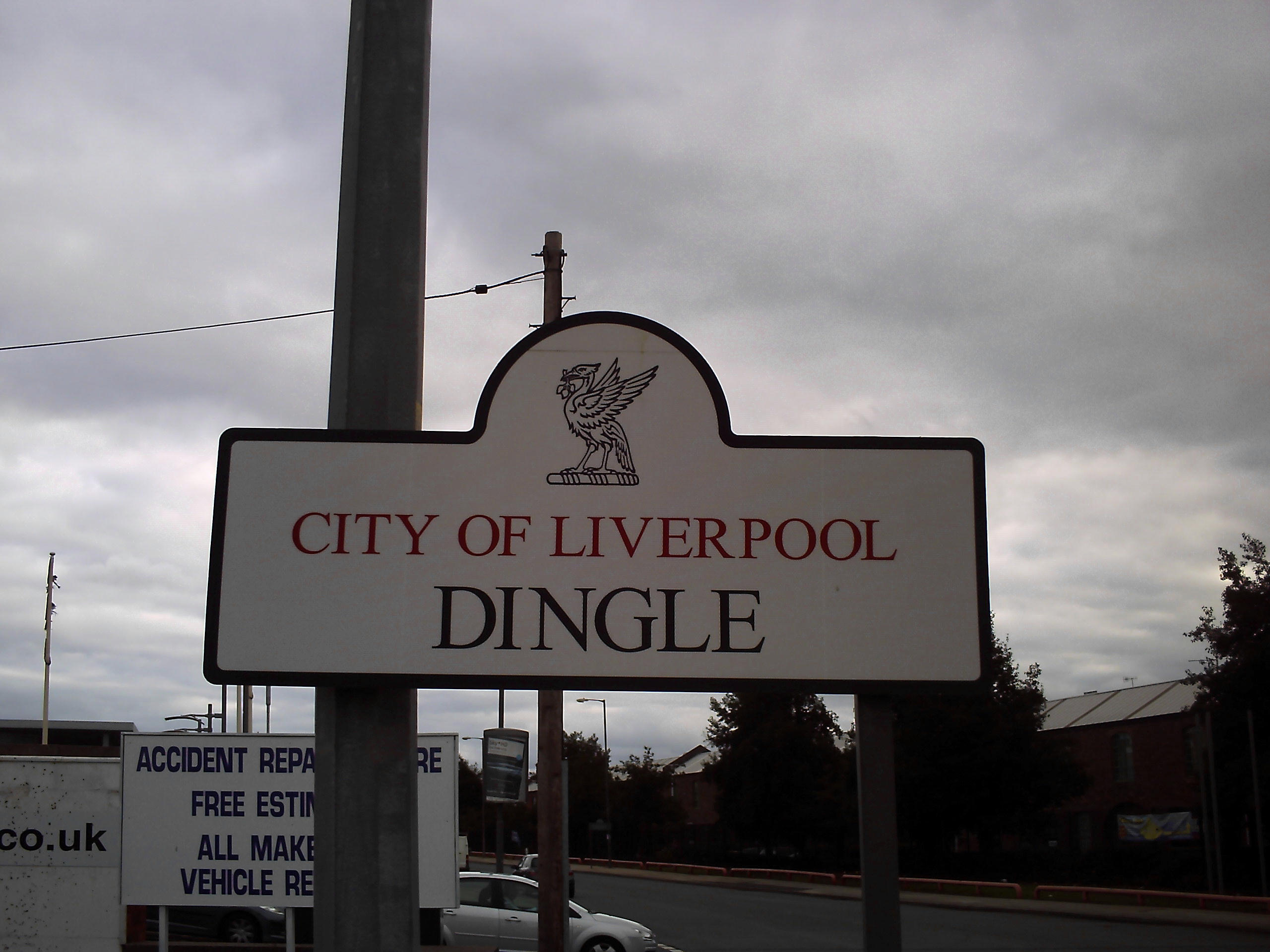
Skylt vid gränsen till Dingle

Dingle är en stadsdel Liverpool, Merseyside, England. Den är belägen i stadens södra del och är traditionellt ett arbetarklassområde. The Beatles trummis Ringo Starr föddes och växte upp här.